# Ni Puppis
Ni Puppis (ν Pup) – gwiazda w gwiazdozbiorze Rufy, znajdująca się w odległości około 371 lat świetlnych od Słońca.

## Nazwa
Nazwa własna gwiazdy, Pipit, pochodzi z języka kendayan; jest tak określana przez jeden z ludów dajackich) z wyspy Borneo. Międzynarodowa Unia Astronomiczna w 2024 formalnie zatwierdziła użycie nazwy Pipit dla określenia tej gwiazdy.

## Charakterystyka
Jest to błękitny olbrzym należący do typu widmowego B8, 1340 razy jaśniejszy od Słońca, o 5 razy większej masie i 8,5 raza większym promieniu. Gwiazda ma około 95 milionów lat i zapewne zakończyła etap syntezy wodoru w hel dopiero kilka tysięcy lat temu. Rozpoczęła życie jako błękitna gwiazda ciągu głównego, jako przedstawicielka nieco gorętszego typu B2, za kilka milionów lat stanie się czerwonym olbrzymem. Obraca się szybko wokół osi, jak wiele gwiazd tego typu, wykonując pełny obrót w czasie poniżej 1,7 doby. Może przejawiać nieznaczną zmienność (kilka setnych magnitudo) w okresie 6,5 dnia.